# 8 janvier 1961
Le dimanche 8 janvier 1961 est le 8e jour de l'année 1961.

## Naissances
- Calvin Smith, athlète américain spécialiste du sprint
- Fabienne Labrette-Ménager, personnalité politique française
- Gilles Rolland, footballeur français
- Granville Waiters, joueur de basket-ball américain
- Javier Imbroda, entraîneur espagnol de basket-ball
- Nasreddine Degga, artiste, humoriste et imitateur algérien
- Nigel Williams, arbitre gallois de rugby à XV

## Décès
- Georges Scelle (né le 19 mars 1878), juriste et professeur de droit français

## Événements
- Lors du référendum sur l'autodétermination, la politique algérienne de de Gaulle est approuvée par 75,25 % des suffrages exprimés en métropole et 69,09 % en Algérie.